# Animizem
Animízem (latinsko animus, anima - duh, mišljenje ali duša) je verovanje v duhove in druga nadnaravna bitja. Ljudje verjamejo, da duhovi prebivajo v živalih, rastlinah, v skalah, zvezdah, in ljudeh. Animizem je glede vere v obstoj duše in duhov v temelju vsake religije. Oblika animizma je totemizem, ki jo nekateri (zgodovinsko prvi: Edward Burnett Tylor) dojemajo kot naslednjo razvojno stopnjo verovanj.
Za animizem je značilno tudi verovanje ljudi, da imajo duhovi podobne lastnosti kot ljudje, zato ljudje v odnosu do njih uporabljajo enaka sredstva in odnose kot med seboj (darila, kazni, ljubezen, sovraštvo, spoštovanje, podkupovanje).
Izraz je v smislu prisotnosti duhovne sile, ki se razlikuje od pojma duše najbrž prvi uporabil nemški kemik in fiziolog Georg Ernst Stahl, avtor knjige Theoria medica vera iz leta 1707. Z njim je želel opisati medicinsko stališče, po katerem procesov v organskem svetu ni mogoče pojasniti mehanično. Sklepal je, da učinkuje neka duhovna sila, ki jo je poimenoval anima rationis.
Angleški antropolog Edward Burnett Tylor je izraz vpeljal v antropologijo. Po Taylorjevem mnenju vse religije temeljijo na animizmu. Predpostavil je razvojno sosledje: animizem, totemizem, politeizem, monoteizem. Taylorjeva teorija se v prvotni obliki ni obdržala, je pa imela velik vpliv na antropologijo in religiologijo svojega časa. Danes lahko Taylorjevo teorijo dojemamo kot evrocentrično in kolonialistično. 
Animizem se je redifiniral, ne kot primitivna kategorična napaka (otroška religija, ki naj bi bila prva predstopnja po evolutivni lestvici, ki vodi do realne znanosti), ampak kot kompleksna relacionalna epistemologija in udeležba s partikularnimi okolji. 
Animizem je značilen za lovsko-nabiralniške družbe. Elemente animizma najdemo tudi v sodobnih množičnih verovanjih: v šintoizmu, hinduizmu, panteizmu, v odsevih pa tudi v krščanstvu, zlasti pa v gibanju novopoganstva.